# 10-Deacetilbakatin III 10-O-acetiltransferaza
10-Deacetilbakatin III 10-O-acetiltransferaza (EC 2.3.1.167) je enzim sa sistematskim imenom acetil-KoA:taksan-10beta-ol O-acetiltransferaza. Ovaj enzim katalizuje sledeću hemijsku reakciju
acetil-KoA + 10-deacetilbakatin III {\displaystyle \rightleftharpoons } KoA + bakatin III
Ovaj enzim ne aciluje hidroksi grupe u 1beta, 7beta ili 13alfa poziciji 10-deacetil bakatina III, ili u 5alfa poziciji taksa-4(20),11-dien-5alfa-ola.

## Literatura
- Nicholas C. Price; Lewis Stevens (1999). Fundamentals of Enzymology: The Cell and Molecular Biology of Catalytic Proteins (Third изд.). USA: Oxford University Press. ISBN 019850229X.
- Eric J. Toone (2006). Advances in Enzymology and Related Areas of Molecular Biology, Protein Evolution (Volume 75 изд.). Wiley-Interscience. ISBN 0471205036.
- Branden C; Tooze J. Introduction to Protein Structure. New York, NY: Garland Publishing. ISBN 0-8153-2305-0.
- Irwin H. Segel. Enzyme Kinetics: Behavior and Analysis of Rapid Equilibrium and Steady-State Enzyme Systems (Book 44 изд.). Wiley Classics Library. ISBN 0471303097.

## Spoljašnje veze
- 10-deacetylbaccatin+III+10-O-acetyltransferase на 